# Nekrolog 1402
Nekrolog
◄◄
| ◄
| 1398
| 1399
| 1400
| 1401
| 1402 | 1403 | 1404 | 1405 | 1406 | ► | ►►
Weitere Ereignisse | Allgemeiner Nekrolog 1402
Die Beschreibung der verstorbenen Person sollte so kurz wie möglich gehalten sein und nur deren signifikante Tätigkeit(en) enthalten.
Neue Namen ggf. auch unter dem Geburts- und Sterbedatum, also etwa unter 1. Januar und im Geburts- und Sterbejahr (2024) eintragen (nur bei entsprechender großer Wichtigkeit). Für Beispiele siehe die schon vorhandenen Artikel.
Außerdem über die fünf zuletzt Verstorbenen, zu denen es einen ausreichend guten Artikel für eine Präsentation auf der Hauptseite gibt, nach der todesbedingten Überarbeitung der Artikel ggf. auch unter Wikipedia Diskussion:Hauptseite informieren und sie am besten auch in den anderen Wikipedia-Sprachversionen eintragen. Tipp: Regelmäßig bei news.google.de nach „ist tot“, „gestorben“ oder „verstorben“ suchen.
Wenn eine Person gestorben ist, gibt es viele Seiten zu dieser Person in der Wikipedia, die davon auch betroffen sind und entsprechend aktualisiert werden müssen. Beispiele: Namenübersichtsseite, Geburtsjahr, Geburtsort-Seiten und viele mehr.
Wie finde ich die betroffenen Seiten?
Im Suchfeld auf der linken Seite gibt man den Suchbegriff so ein: „Vorname Nachname“. Dann klickt man auf Volltext und alle Seiten mit entsprechendem Suchtext werden aufgerufen. Hier sieht man dann schnell, wo auch das Todesjahr Sinn macht oder sogar ein Teil des Artikels angepasst werden muss. Auch hilft das „Werkzeug“ auf der linken Seite sehr gut, um solche Seiten aufzufinden: „Links auf diese Seite“. Somit ist die Wikipedia wieder aktuell in allen Bereichen! Hinweis: bei Eintragung der Kategorie „Gestorben JAHR“ wird der Missbrauchsfilter 49 ausgelöst, was jedoch nicht schlimm ist. Siehe: Spezial:Missbrauchsfilter/49
Dies ist eine Liste von im Jahr 1402 verstorbenen bekannten Persönlichkeiten. Die Einträge erfolgen innerhalb der einzelnen Daten alphabetisch sortiert. Tiere sind im Nekrolog für Tiere zu finden.

## Januar
| Tag        | Name                 | Beruf, bekannt als                     | Alter | Beleg |
| ---------- | -------------------- | -------------------------------------- | ----- | ----- |
| 19. Januar | Dietrich von Horne   | deutscher römisch-katholischer Bischof |       |       |
| 30. Januar | Johann von Mayrhofen | Bischof von Gurk                       |       |       |

## Februar
| Tag         | Name              | Beruf, bekannt als                                       | Alter | Beleg |
| ----------- | ----------------- | -------------------------------------------------------- | ----- | ----- |
| 6. Februar  | Louis de Sancerre | Marschall und anschließend ein Connétable von Frankreich |       |       |
| 16. Februar | Wilhelm           | Herzog von Geldern, Herzog von Jülich                    | 37    |       |

## März
| Tag      | Name                               | Beruf, bekannt als     | Alter | Beleg |
| -------- | ---------------------------------- | ---------------------- | ----- | ----- |
| 26. März | David Stewart, 1. Duke of Rothesay | schottischer Thronerbe | 23    |       |

## April
| Tag       | Name                    | Beruf, bekannt als            | Alter | Beleg |
| --------- | ----------------------- | ----------------------------- | ----- | ----- |
| 3. April  | Wilhelm II. von Büschen | Bischof von Minden            |       |       |
| 24. April | Werner von Rosenegg     | Abt der Reichenau (1385–1402) |       |       |
| 25. April | Jean de la Grange       | Kardinal                      |       |       |

## Mai
| Tag    | Name                              | Beruf, bekannt als    | Alter | Beleg |
| ------ | --------------------------------- | --------------------- | ----- | ----- |
| 1. Mai | Olbram von Škvorec                | Erzbischof von Prag   |       |       |
| 8. Mai | Alexander Leslie, 7. Earl of Ross | schottischer Adeliger |       |       |

## Juni
| Tag      | Name                    | Beruf, bekannt als                                             | Alter | Beleg |
| -------- | ----------------------- | -------------------------------------------------------------- | ----- | ----- |
| 25. Juni | Walter Devereux         | englischer Ritter und Politiker                                |       |       |
| 26. Juni | Giovanni I. Bentivoglio | italienischer Adeliger; Alleinherrscher in Bologna (1463–1506) |       |       |

## Juli
| Tag      | Name                  | Beruf, bekannt als                                | Alter | Beleg |
| -------- | --------------------- | ------------------------------------------------- | ----- | ----- |
| 13. Juli | Jianwen               | chinesischer Kaiser der Ming-Dynastie             | 24    |       |
| 27. Juli | Bertrando d’Arvazzano | Fürstbischof von Paderborn, Bischof von San Leone |       |       |

## August
| Tag        | Name                               | Beruf, bekannt als                           | Alter | Beleg |
| ---------- | ---------------------------------- | -------------------------------------------- | ----- | ----- |
| 1. August  | Edmund of Langley, 1. Duke of York | Herzog von York                              | 61    |       |
| 2. August  | Elisabeth von Bayern               | Herrin von Verona und Gräfin von Württemberg |       |       |
| 24. August | Konrad Münch von Landskron         | Bischof von Basel (1393–1395)                |       |       |

## September
| Tag          | Name                             | Beruf, bekannt als                           | Alter | Beleg |
| ------------ | -------------------------------- | -------------------------------------------- | ----- | ----- |
| 3. September | Gian Galeazzo Visconti           | Herrscher von Mailand aus dem Hause Visconti | 50    |       |
| September    | George Douglas, 1. Earl of Angus | schottischer Adliger                         |       |       |

## Oktober
| Tag         | Name                  | Beruf, bekannt als  | Alter | Beleg |
| ----------- | --------------------- | ------------------- | ----- | ----- |
| 10. Oktober | Ludwig von Thierstein | Elekt von Straßburg |       |       |

## Datum unbekannt
| Tag | Name                                | Beruf, bekannt als                                        | Alter | Beleg |
| --- | ----------------------------------- | --------------------------------------------------------- | ----- | ----- |
|     | Altmann von Degenberg               | Benediktiner                                              |       |       |
|     | Ernst von Braunschweig-Grubenhagen  | Abt von Corvey, Propst des Alexanderstifts in Einbeck     |       |       |
|     | Petir Berner                        | Stadtschreiber und Bürgermeister von Dresden              |       |       |
|     | Diether VIII.                       | Graf der jüngeren Katzenelnbogischen Linie                |       |       |
|     | Afonso Domingues                    | portugiesischer Baumeister                                |       |       |
|     | Johann Puliant von Eptingen         | Bürgermeister von Basel                                   |       |       |
|     | Gerhard der Ältere von Gemmingen    | begütert in Gemmingen, Stebbach, Ittlingen und andernorts |       |       |
|     | Katharina von Bayern                | Ehefrau Wilhelms III. von Jülich                          |       |       |
|     | Nikolaus Puchník von Černice        | Erzbischof von Prag                                       |       |       |
|     | Anna von Rüssegg                    | Äbtissin des Damenstifts Buchau                           |       |       |
|     | Klaus Scheld                        | Anführer der Likedeeler                                   |       |       |
|     | Almaric St Amand, 3. Baron St Amand | englischer Adliger und Militär                            |       |       |